# Jakob Tronêt
Jakob Sverker Tronêt, född 19 april 1973 i Stockholm, är en svensk präst, kyrkoherde och hedersprost. 

## Biografi
Tronêt prästvigdes i december 1997 i Visby domkyrka av biskop Biörn Fjärstedt. Han arbetade därefter som pastorsadjunkt i Visby domkyrkoförsamling. Han var mellan 2009 och 2016 kyrkoherde i Stenkumla församling på Gotland och är sedan 2016 kyrkoherde i Sigtuna församling. Tronêt utnämndes till hedersprost 2015.
Han är sedan 2014 teologie doktor vid Uppsala universitet.
Tronêt ställde upp i biskopsvalet i Visby stift 2022 och kom tvåa med 24% av rösterna. Till biskop valdes Erik Eckerdal.